# Dark Tide (film, 1993)
Pour le film de John Stockwell, voir Dark Tide.
Pour plus de détails, voir Fiche technique et Distribution.
Dark Tide, aussi connu sous les titres Deep Terror (DVD) ou Mortel Poison, est un film américain réalisé par Luca Bercovici (en), sorti en 1993.

## Fiche technique
- Titre original : Dark Tide
- Titres français : Deep Terror / Mortel Poison
- Réalisateur : Luca Bercovici (en)
- Musique : Misha Segal (he)
- Genre : Horreur, thriller, érotique
- Durée : 94 minutes
- Sortie : 1993

## Distribution
- Chris Sarandon : Tim
- Richard Tyson : Dak
- Brigitte Bako : Andi
- Rez Cortez : Stosh